# Robert Pete Williams
Robert Pete Williams (Zachary, 14 maart 1914 – Rosedale, 31 december 1980) was een Amerikaanse blueszanger en gitarist uit Louisiana. Hij had een heel eigen stijl met onorthodoxe songstructuren en gitaarstemmingen. De rode draad in zijn werk werd gevormd door de herinneringen aan zijn verblijf in de gevangenis. Zijn nummer "I've Grown So Ugly" is gecoverd door Captain Beefheart en The Black Keys.

## Biografie
Robert Pete Williams werd op 14 maart 1914 geboren in Zachary in Louisiana in een gezin van sharecroppers (pachters). Hij volgde geen onderwijs, maar moest in zijn jeugd katoen plukken en suikerriet snijden. In 1928 verhuisde hij naar Baton Rouge en werkte daar op een lumber yard (houthandel). Op zijn twintigste knutselde hij een primitieve gitaar in elkaar van een sigarendoos en vijf koperdraden. Kort erna kocht hij een echt, goedkoop exemplaar. Williams kreeg zijn eerste gitaarlessen van Frank en Robert Metty. Zijn repertoire bestond in het begin vooral uit het naspelen van plaatopnames van Peetie Wheatstraw en Blind Lemon Jefferson. Hij gaf zijn eerste optredens op kermissen, picknicks, braderieën van de kerk en op feesten en partijen. Tot aan de jaren 1950 bleef hij de muziek combineren met het werk op de lumber yards van Baton Rouge.
In 1958 werd Williams ontdekt door de folklorists Harry Oster and Richard Allen in de Louisiana State Penitentiary, bijgenaamd "Angola ", waar hij een levenslange straf uitzat voor een dodelijke schietpartij in een nachtclub in 1956. Zelf heeft hij altijd beweerd dat het zelfverdediging was. Oster en Allen maakten in de gevangenis diverse opnames van Williams' autobiografische bluesnummers over zijn leven in de gevangenis. Bovendien zetten ze een procedure in gang om hem gratie te verlenen. Uiteindelijk kreeg Oster voor elkaar dat Williams' straf werd omgezet in twaalf jaar. In december 1958 werd hij uit de gevangenis ontslagen volgens een regeling die "servitude parole" heette. Dit hield in dat hij tachtig uur per week moest werken op een boerderij in Denham Springs, zonder loon en met alleen kost en inwoning. Bovendien mocht hij in deze periode niet als muzikant optreden, hoewel hij soms wel muziek maakte met Butch Cage en Willie B. Thomas in Thomas' woning in Zachary.
In 1964 kwam hij definitief vrij, precies op tijd om een optreden te geven op het Newport Folk Festival, want dankzij de platen die Harry Oster had uitgebracht, was Williams intussen een bekende naam geworden onder bluesliefhebbers. Vooral zijn "Prisoner's Talking Blues" en "Pardon Denied Again" maakten veel indruk. In 1965 maakte hij een tournee door de Verenigde Staten, waarbij hij onder andere Los Angeles, Massachusetts, Chicago en Berkeley (Californië) aandeed. In 1966 gaf hij ook optredens in Europe. In 1967 verscheen Safe As Milk, het debuutalbum van Captain Beefheart and His Magic Band met daarop een eigenzinnige versie van Williams' I've Grown So Ugly, die later weer werd gecoverd door The Black Keys. De begintekst van I've Grown So Ugly is mogelijk de inspiratie voor de befaamde 'McCartneybridge' van A Day in the Life (Woke up... dragged a comb across my head). aangezien bekend is dat The Beatles het album Safe as Milk kenden (en bewonderden - men stuurde een telegram aan Beefheart volgens John French' biografie in the Eyes of Magic.) In die zin is het waarschijnlijk niet al te vergezocht om ook een link met de titel van het Beatlesalbum uit 1967 (Sergeant Pepper) en de figuur Captain Beefheart te leggen.

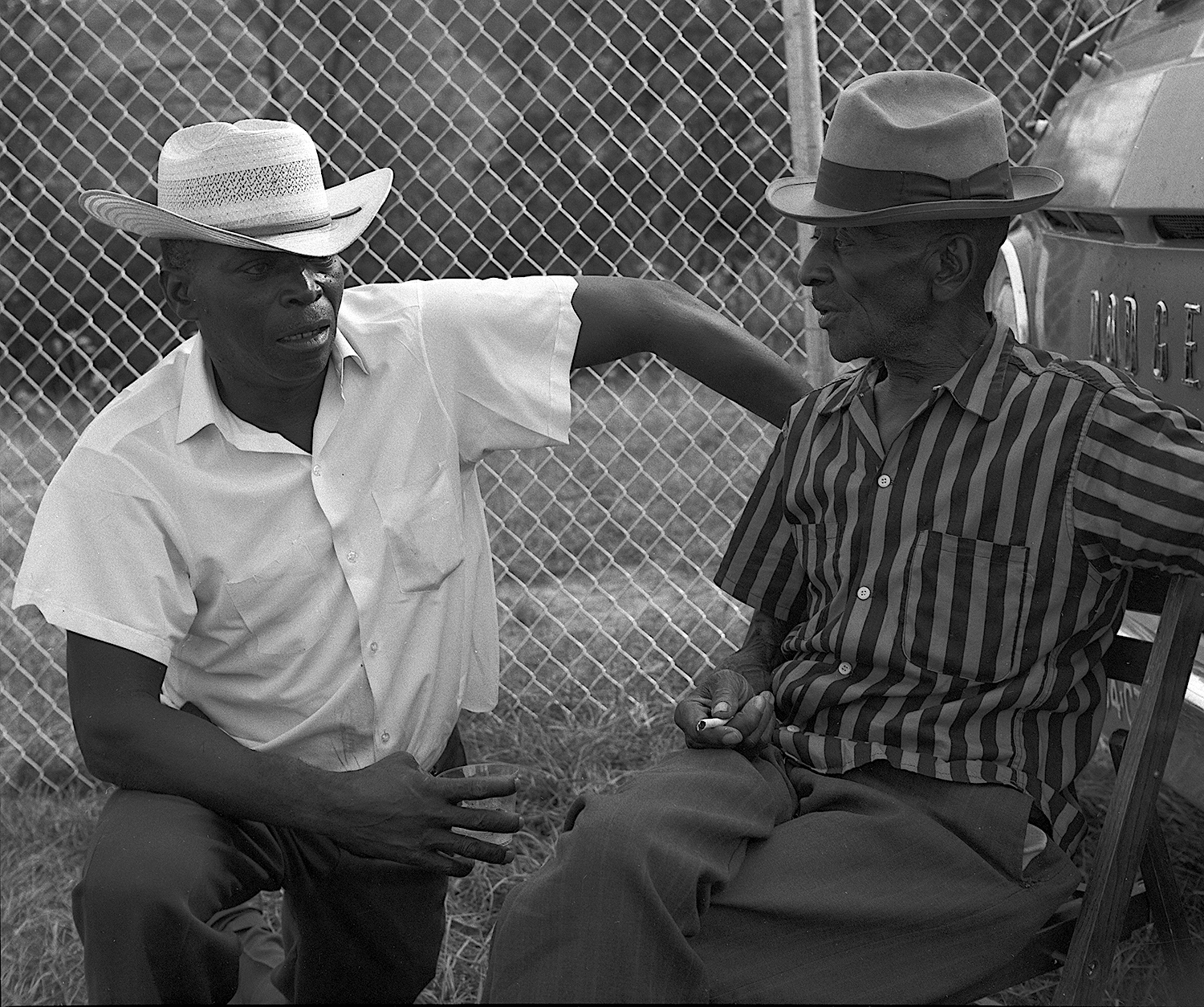
Robert Pete Williams (links) en Mance Lipscomb op het Ann Arbor Blues Festival, Ann Arbor, Michigan, augustus 1970 (foto: Jeff Titon)

In 1968 vestigde Williams zich in Maringouin, ten westen van Baton Rouge. Na een pauze waarin hij zijn brood buiten de muziek verdiende, begon hij in 1970 weer op te treden op blues- en folkfestivals in Amerika en Europa. In de jaren 1970 woonde hij in Rosedale (Louisiana) waar hij werkte als schroothandelaar. Hierover improviseerde hij het nummer Scrap Iron Blues tijdens de opnames van een documentaire.
Robert Pete Williams overleed op 31 december 1980 op 66-jarige leeftijd in Rosedale. Williams is opgenomen in de Louisiana Blues Hall of Fame, en in 2014 ook in de Blues Hall of Fame.

## Discografie (selectie)
Opnames door Harry Oster
- Angola Prisoner's Blues (Louisiana Folklore Society LFS A-3, Collector JGN 1003, reissued Arhoolie 2011) – met vijf nummers van Williams uit 1958
- Those Prison Blues, z.j. (Folk-Lyric FL-109) – opnames: 1959, Angola Prison[B]
- I'm Blue as a Man Can Be, 1994 (Arhoolie CD 394) – opnames: 1959-1960, Angola Prison (compilatie met deels onuitgebracht werk)
- Free Again, 1961 (Bluesville 1026) – opnames: ca. 14 november 1960, New Orleans[C]
- Robert Pete Williams - Poor Bob's Blues, 2003 (Arhoolie CD 511) – opnames: verspreid over de jaren 1960 en 1970 in Louisiana en Iowa

Opnames voor diverse platenlabels
- Louisiana Blues, 1967/1980 (Takoma TAK 7011) – opnames: 1966
- Robert Pete Williams, 1971 (Ahura Mazda AMS 2002) – opnames: rond kerstmis 1970[D]
- When I Lay My Burden Down (Southland SLP-4) – opnames: 1971
- Sugar Farm, 1972 (Blues Beacon 631000 / 1932) – opnames: 11-12 maart 1972, München
- Robert Pete Williams with Big Joe Williams (Storyville SLP 225) – opnames: 1972, inclusief drie nummers met Big Joe Williams op kazoo
- The Legacy of the Blues Vol. 9, 1973 (Sonet SNTF 649)
- Santa Fe Blues, 1979 (Paris Album DISCODIS)

## Filmografie
Documentaires
- Roots of American Music: Country and Urban Music (1971)
- Out of the Blacks into the Blues (1972)
- Blues Under the Skin (1972)

- Bibsys: 11035469
- Bibliothèque nationale de France: cb13927508c (data)
- Gemeinsame Normdatei: 13455776X
- International Standard Name Identifier: 0000 0001 1948 607X
- Library of Congress Control Number: nr89010861
- MusicBrainz: b0420275-0330-4220-beda-16f82e626900
- Virtual International Authority File: 37104434
- WorldCat: E39PBJv4gJCXVjQyVyMqVR3CwC